# Jonahs Mausmaki
Jonahs Mausmaki (Microcebus jonahi) ist eine im Nordosten Madagaskars lebende Primatenart aus der Gattung der Mausmakis innerhalb der Gruppe der Lemuren. Sie wurde erst Mitte 2020 neu beschrieben und zu Ehren des madegassischen Primatologen Jonah Ratsimbazafy benannt, der sich sein Leben lang für den Schutz der madegassischen Lemuren eingesetzt hat.

## Merkmale
Jonahs Mausmaki ist für einen Mausmaki relativ groß, rötlichbraun gefärbt und hat ein kurzes aber dichtes Fell. Das Fell rund um die Augen ist dunkler, an den Wangen ist es heller und zur Kehle hin wird es mehr und mehr weißlich. Ein auffälliger weißer Streifen befindet sich zwischen den Augen und endet auf der kurzen Schnauze. Die Ohren sind relativ klein und ebenfalls rotbraun gefärbt. Das Bauchfell ist weißlich mit einem leichten gelblichen Einschlag. Der Übergang vom rötlichbraunen Fell an den Körperseiten zum hellen Bauchfell erfolgt abrupt. Hände und Füße sind schütter mit weißlich-grauen Haaren bedeckt. Die Innenseiten von Händen und Füßen sind bräunlich bis pinkfarben. Ein Geschlechtsdimorphismus besteht nicht. Das durchschnittliche Gewicht der für die Erstbeschreibung untersuchten adulten Exemplare lag bei 57,4 g. Der Körper war im Schnitt 93,3 mm lang und die durchschnittliche Schwanzlänge lag bei 132,7 mm.
Von anderen Mausmakis des nordwestlichen Madagaskars unterscheidet sich Jonahs Mausmaki genetisch und morphometrisch. Verglichen mit seiner Schwesterart, dem MacArthur-Mausmaki (Microcebus macarthurii) ist Jonahs Mausmaki länger, hat einen kürzeren Schwanz, einen breiteren aber kürzeren Kopf und breitere Ohren. Außerdem ist das Bauchfell von Jonah's Mausmaki weißlich, das des MacArthur-Mausmakis aber gelblich-orange. Anhand der mitochondrialen DNA lässt sich Jonahs Mausmaki jedoch nicht klar vom MacArthur-Mausmaki unterscheiden, möglicherweise aufgrund von Hybridisierungen in der Vergangenheit. Vom kleineren Goodman-Mausmaki ( Microcebus lehilahytsara), der im gleichen Gebiet vorkommt, kann Jonahs Mausmaki durch seine Körpergröße und den längeren Schwanz unterschieden werden und von Simmons-Mausmaki (Microcebus simmonsi), dessen Verbreitungsgebiet sich südlich anschließt, unterscheidet sich Jonahs Mausmaki durch die kürzeren Ohren und den größeren Augenabstand.

## Lebensraum
Jonahs Mausmaki kommt im Nordosten von Madagaskar im Nationalpark Mananara Nord und seiner unmittelbaren Umgebung in einer Höhe von 42 bis 356 Metern über N.N. vor. Die für die Erstbeschreibung genutzten Exemplare wurden am Rand eines vom Menschen nur wenig gestörten Tiefland-Primärregenwalds gefangen und saßen meist auf Trieben des Ingwergewächses Aframomum angustifolium in einer Höhe von zwei bis vier Metern. In entwaldeten Regionen kommt die Art nur in Beständen von Aframomum angustifolium vor.
Über die Lebensweise dieser neuentdeckten Art ist noch sehr wenig bekannt. Wie alle Mausmakis dürfte sie nachtaktiv sein. Mausmakis sind generell Allesfresser, die sich vorwiegend von Früchten und Insekten ernähren.